# NGC 67
NGC 67 este o galaxie eliptică situată în constelația Andromeda. A fost descoperită de către astronomul american Reginald Joseph Mitchell în 7 octombrie 1855. NGC 67 aparține grupului NGC 68. 